# Walter Janssens
Walter Janssens (1922 of 1923 - Leeuwarden, 31 oktober 1998) was een Nederlands NSB-lid en dirigent tijdens de Tweede Wereldoorlog. Hij was de leider van de muziekafdeling van de Nationale Jeugdstorm (NJS).
Walter Janssens kwam uit een NSB-nest. Zijn vader was een fanatieke NSB'er. Tijdens zijn studie op de HBS ontmoette hij de muziekpedagoog A.C. Wagenmaker. Wagenmaker was hopman bij de NJS en nodigde Janssens uit om bij de NJS te komen. Na het overlijden van Wagenmaker in 1943 volgde Janssens hem op als leider van de muziekgroep van de NJS in Amsterdam.
Janssens kreeg in 1943 de leiding over het belangrijkste muziekproject van de NJS: De Ruytercantate, een liederencyclus rond admiraal Michiel de Ruyter. Hij ging op tournee langs verschillende steden, waarbij de opbrengst voor Frontzorg was. Op 8 januari 1944 verzorgde Janssens een optreden in het Concertgebouw, waarna Anton Mussert hem bevorderde tot oppercompaan. 
Op de hoogtepunt van zijn carrière in september 1944 was Walter Janssens leider van het Jeugdstorm-orkest in Amsterdam, landelijk zangleider van de Jeugdstorm en leidde hij twee van de drie afdelingen van de Hoofdafdeling Muziek van het Stafkwartier van de Jeugdstorm. Ook heeft Janssens diverse strijdliederen van de NJS gecomponeerd, zoals Leider, beveel. 
Na Dolle Dinsdag werd hij aangewezen als begeleider van een transport van 350 NSB'ers die richting Friesland vertrokken. Vervolgens werd hij ingelijfd in de Landwacht en dook hij uiteindelijk onder. Eind mei 1945 werd hij gearresteerd door de Binnenlandse Strijdkrachten wegens hulpverlening aan de vijand.
In 1946 werd Janssens voorgeleid aan het Tribunaal te Amsterdam. Hoewel hij vurig nationalistisch gedrag had vertoond met zijn interesse in het vorstenhuis en het bij voorkeur selecteren van Nederlandse liederen, werd dit door het Tribunaal meer als opportunistisch gedrag gezien. Hij werd veroordeeld tot twee jaar en drie maanden gevangenisstraf en verloor zijn actief en passief kiesrecht. Na zijn straf werd weinig meer van hem vernomen, behalve dat hij op een gegeven moment naar Leeuwarden is verhuisd en aldaar overleed op 31 oktober 1998.
Janssens hield tijdens zijn loopbaan een aantal dagboeken bij, getiteld Gedenckboek met een ondertitel. Volgens de overlevering zouden er vijftien geweest moeten zijn. Bij het Nederlands Instituut voor Oorlogsdocumentatie zijn er vier bewaard.